# 楠正俊
楠 正俊（くすのき まさとし、1921年〈大正10年〉6月11日 - 2007年〈平成19年〉12月13日）は、日本の政治家。参議院議員（3期、自由民主党）。海軍軍人。東洋英和女学院大学教授の楠精一郎は息子。

## 経歴
1921年（大正10年）東京府（現在の東京都）生まれ。1947年（昭和22年）文部省大臣官房宗務課（現在の文化庁文化部宗務課）勤務。3年勤務した後、1951年に設立された新宗連の結成に事務局員として参加。後に事務局長を務める。
1965年（昭和40年）第7回参議院議員通常選挙で全国区に自由民主党から出馬し、初当選。1971年（昭和46年）第9回参議院議員通常選挙全国区で再選。1973年（昭和48年）4月30日自民党の玉置和郎参議院議員、藤尾正行衆議院議員と訪台。同年7月青嵐会（自由民主党のタカ派の政策集団）の結成に参加。同年11月第2次田中角栄第1次改造内閣で通商産業政務次官。
1977年（昭和52年）7月第11回参議院議員通常選挙で全国区に新宗連推薦で、当選。同年11月-玉置和郎（生長の家政治連合の支援）らと宗教政治研究会を設立し、会長代行に就任。
1983年（昭和58年）第13回参議院議員通常選挙で比例区に自民党公認（名簿22位）で出馬するも、落選。
1991年（平成3年）勲二等旭日重光章受章。
2007年（平成19年）肺炎のため神奈川県鎌倉市の病院で死去、86歳。従七位から正四位に叙される。